# Јалмико (Удине)
Јалмико је насеље у Италији у округу Удине, региону Фурланија-Јулијска крајина.
Према процени из 2011. у насељу је живело 1194 становника. Насеље се налази на надморској висини од 29 м.